# Wentzel Christoffel du Plessis
Wentzel Christoffel „Wennie“ du Plessis (* 5. März 1904; † 1988) war ein südafrikanischer Politiker und Diplomat.

## Lebensweg
Wentzel du Plessis war von 1931 bis 1934 Privatsekretär von General Barry Hertzog. Von 1948 bis 1954 saß er für die Nasionale Party in der südafrikanischen Nationalversammlung. Du Plessis war 1953 Hochkommissar in Kanada und von August 1956 bis September 1960 Botschafter Südafrikas in den USA. Vom 1. Dezember 1963 bis zum 1. November 1968 war Wentzel du Plessis der letzte Administrator Südwestafrikas während der Mandatszeit. Auf ihn folgte Johannes van der Wath als erster Administrator der südafrikanischen Besatzungszeit.